# Dioscorea decipiens
Dioscorea decipiens är en enhjärtbladig växtart som beskrevs av Joseph Dalton Hooker. Dioscorea decipiens ingår i släktet Dioscorea och familjen Dioscoreaceae. Inga underarter finns listade i Catalogue of Life.